# Colton Ford

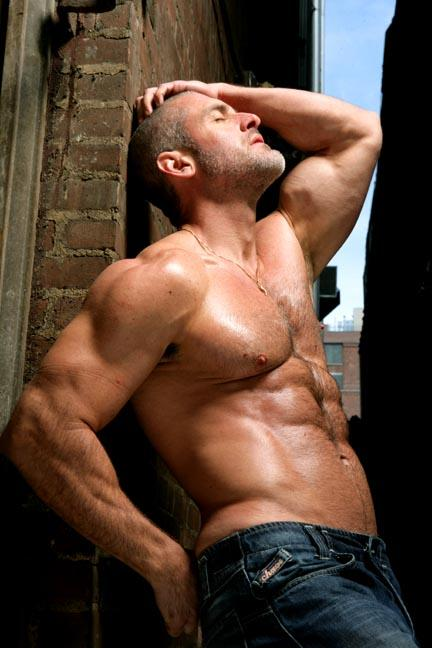

Glenn Soukesian (Pasadena, 12 de outubro de 1962 – Palm Springs, 19 de maio de 2025), conhecido profissionalmente como Colton Ford, foi um cantor norte-americano e ex-ator de filmes pornográficos.

## Vida e Carreira
Ford iniciou sua carreira na indústria adulta em 2001, aos 40 anos, construindo uma trajetória prolífica que se estendeu por 22 anos, até 2023. Seu trabalho foi reconhecido desde cedo: em 2003, ele dividiu o prêmio GayVN de Melhor Ator do Ano com Michael Brandon. Também venceu o prêmio Grabby de Melhor Cena de Sexo em Grupo pelo filme Conquered (2002).
Para além da indústria pornográfica, Ford consolidou uma presença relevante no entretenimento tradicional. Atuou em filmes como The Next Best Thing (2000), ao lado de Madonna, Circuit (2001) e Another Gay Sequel: Gays Gone Wild! (2008). Ficou ainda mais conhecido por interpretar o xerife Trout em 28 episódios da série The Lair (2007–2009), de temática LGBT. No teatro, estreou no circuito off-Broadway em 2011 com a peça Little House on the Ferry, e depois protagonizou And All The Dead, Lie Down (2014), em Los Angeles. Também apareceu no clipe da música Into the Nightlife, de Cyndi Lauper, lançado em 2008.
Como cantor, Ford lançou diversos álbuns, incluindo Tug of War (2008), Under the Covers (2009), The Way I Am (2013), Glenn Soukesian (2016) e Permission (2023). Seu single de 2004, Signed, Sealed, Delivered, em parceria com Pepper Mashay, chegou à 9ª posição na parada Dance Club Songs da Billboard. Sua transição para o entretenimento convencional foi retratada no documentário Naked Fame (2005), que acompanhou sua mudança dos filmes adultos para a carreira musical. Ford também foi incluído na lista dos “50 Melhores Músicos Gays” do site AfterElton.com.

## Morte
O artista morreu em 19 de maio de 2025, aos 62 anos, após um acidente durante uma trilha na Califórnia. A notícia foi confirmada por amigos e colegas por meio de postagens nas redes sociais.

## Trabalhos

### Filmes
Em sua primeira aparição cinematográfica mainstream ocorreu em um documentário chamado Naked Fame, que mostra a sua transição de ator pornográfico para um artista de Dance Music. O filme foi lançado nos Estados Unidos e no Canadá em 2005.

### Música
Ford tornou-se cantor/músico de club/dance, house music e ator. Ele lançou diversos singles, como "Everything" e uma versão cover de uma música de Stevie Wonder, "Signed, Sealed, Delivered I'm Yours". Nela, Ele trabalhou junto de outro musicista o estilo dance, Pepper Mashay. A canção chegou na posição número #9 na Hot Dance Club Play e em #25 no ranking da Hot Dance Singles Sales.
Ele lançou seu primeiro álbum, Tug of War, digitalmente em 2008.

## Discografia

### Singles
- "Everything"
- "Signed, Sealed, Delivered I'm Yours" (com Pepper Mashay)
- "That's Me" (feat. Cazwell)
- "|The Way You Love Me"
- "Tug of War (My Heart Won't Let Go)"
- "Trouble"
- "Losing My Religion"
- "No One"
- "Music Sounds Better with You"

### Tug of War
Tug of War é o álbum de estreia de Colton Ford.

#### Track listing
Todas as músicas são escritas por Ford e pelo DJ/produtor Quentin Harris, excluído os marcados.
1. "Ready" - 3:04
2. "You Ain't Gonna Change" - 4:50
3. "Gotta Do" - 4:51
4. "That's Me" - 3:32
5. "Bluntly Speaking" - 3:30
6. "The Way You Love Me" - 5:05
7. "You Get What You Want" - 4:59
8. "Tug of War (My Heart Won't Let Go)" - 4:32
9. "Love Has Found a Way" - 4:14
10. "I'll Be Alright" - 5:28
11. "Wait for Me" - 5:40
12. "Your Love Is Everything" (Ford, Denise Rich, Laythan Armor) - 6:09

### Under the Covers
Under the Covers é o Segundo disco de Colton Ford.

## Videografia
| Ano       | Título                              | Papel              | Notas         | Prêmios                                       |
| --------- | ----------------------------------- | ------------------ | ------------- | --------------------------------------------- |
| 2001      | Conquered                           | Gladiator          | Pornográfico  | 2002 Grabby Awards "Best Group Sex Scene"     |
| 2002      | Aftershock: Part 1                  | MSR's hottest      | Pornográfico  |                                               |
| 2002      | Head Games                          | Jocker             | Pornográfico  |                                               |
| 2002      | Gang Bang Café                      | Men of Odyssey     | Pornográfico  | Nominated 2003 GayVN Awards "Best Performers" |
| 2002      | Aftershock: Part 2                  | MSR's hottest      | Pornográfico  |                                               |
| 2002      | Bearing Leather                     | Bearman            | Pornográfico  |                                               |
| 2002      | Colton                              | Colton             | Pornográfico  | 2003 GayVN Awards "Gay Performer of the Year" |
| 2002      | Closed Set: The New Crew            | The key grip       | Pornográfico  |                                               |
| 2002      | Prowl 3: Genuine Leather            | Nastiest leather   | Pornográfico  |                                               |
| 2003      | Still Untamed                       | Untamer            | Pornográfico  |                                               |
| 2004      | Naked Fame                          | Himself            | Documentário  |                                               |
| 2008      | Another Gay Sequel: Gays Gone Wild! | Butch Hunk         | Filme         |                                               |
| 2008      | Into the Nightlife                  | Dancer in the club | Vídeo musical |                                               |
| 2007–2009 | The Lair                            | Sheriff Trout      | Série de TV   |                                               |